# Bulbophyllum bicaudatum
Bulbophyllum bicaudatum är en orkidéart som beskrevs av Rudolf Schlechter. Bulbophyllum bicaudatum ingår i släktet Bulbophyllum och familjen orkidéer. Inga underarter finns listade i Catalogue of Life.